# Система за романизация BGN/PCGN
Романизацията BGN/PCGN е група от системи за романизация (транслитерация към латинска азбука) според Американската комисия по географските наименования (United States Board on Geographic Names - BGN) и Постоянния британски комитет по официална употреба географските названия (Permanent Committee on Geographical Names for British Official Use – PCGN).
Днес тези системи обхващат общо 29 езика, като сегашната нормативна уредба датира от 1994.
- BGN/PCGN романизация на амхарски (от 1967)
- BGN/PCGN романизация на арабски (от 1956; BGN 1946, PCGN 1956)
- BGN/PCGN романизация на арменски (от 1981)
- BGN/PCGN романизация на азербайджанска кирилична азбука (днес в Азербайджан се използва латинска азбука)
- BGN/PCGN романизация на български (система BGN/PCGN 2013, възприемаща официалната българска система.[1])
- BGN/PCGN романизация на бирмански (от 1970)
- BGN/PCGN романизация на беларуски (от 1979)
- BGN/PCGN романизация на китайски (споразумение от 1979) - виж също Пинин
- BGN/PCGN романизация на дхивехи (от 1988)
- BGN/PCGN романизация на грузински (от 1981)
- BGN/PCGN романизация на гръцки (съвместно от 1962; PCGN 1941, по-късно приета от BGN)
- BGN/PCGN романизация на иврит (от 1962)
- BGN/PCGN романизация на японски
- BGN/PCGN романизация на казахски (от 1979)
- BGN/PCGN романизация на кхмерски (от 1972)
- BGN/PCGN романизация на киргизки (от 1979)
- BGN/PCGN романизация на корейски (BGN 1943, както и PCGN)— Корейският бива романизиран от BGN/PCGN според системата на МакКун-Райшауер
- BGN/PCGN романизация на лаоски (1966 system)
- BGN/PCGN романизация на македонски (1981 system)
- BGN/PCGN романизация на монголски (1964 system; PCGN 1957, BGN 1964)
- BGN/PCGN романизация на непалски (1964 system)
- BGN/PCGN романизация на пущунски (1968 system)
- BGN/PCGN романизация на персийски (1958 system; BGN 1946, PCGN 1958)
- BGN/PCGN романизация на руски (1947 system; BGN 1944, PCGN 1947)
- BGN/PCGN романизация на сръбски (кирилица) – Сръбският не се романизира по BGN/PCGN; вместо това се използва официалният вариант на кирилица на сръбския език
- BGN/PCGN романизация на тайски (1970 system)
- BGN/PCGN романизация на туркменски (1979 system)
- BGN/PCGN романизация на украински (1965 system)—see Romanization of Ukrainian
- BGN/PCGN романизация на узбекски (1979 system)

В допълнение към споменатите системи, системата за романизация BGN/PCGN приема и конвенция за транслитерация към латинската азбука на езици, които използват латиницата, но съдържат и букви, които не присъстват в английската азбука. Тези конвенции съществуват за следните езици:
- BGN/PCGN romanization на Фарьорски (1968 agreement)
- BGN/PCGN romanization на Немски (1986 agreement)
- BGN/PCGN romanization на Исландски (1968 agreement)
- BGN/PCGN romanization на Северносаамски